# Fred Fono

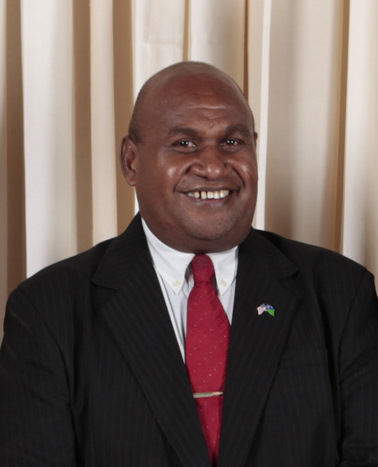
Fred Fono (23. September 2009)

Fred Fono (* 10. Oktober 1962 in Arabala, Central Kwara’ae, Malaita; † 26. Dezember 2011) war ein Politiker der Salomonen, der unter anderem zwischen 1997 und 2010 Mitglied des Nationalparlaments sowie von 2001 bis 2005 dessen stellvertretender Sprecher (Deputy Speaker) war. Er fungierte 2006 sowie zwischen 2007 und 2010 zudem als stellvertretender Premierminister (Deputy Prime Minister) und bekleidete verschiedene Ministerämter.

## Leben
Fred Fono absolvierte nach dem Schulbesuch ein Studium der Fächer Rechnungswesen und Wirtschaftswissenschaften an der University of the South Pacific (USP), welches er mit einem Bachelor of Arts (B.A. Accounting and Economics) beendete. Er war danach als Trainee in der Buchhaltung der Development Bank of Solomon Islands tätig und absolvierte zudem ein postgraduales Studium im Fach Management an der USP, welches er mit einem Master of Business Administration (MBA) abschloss. Er war zudem als Leitender Beamter für Handelsangelegenheiten in der Unternehmensabteilung des Ministeriums für Handel und Primärindustrie sowie als Provinzialsekretär der Provinz Malaita tätig.
Bei den Wahlen am 6. August 1997 wurde Fono erstmals zum Mitglied des Nationalparlaments gewählt und vertrat in diesem nach seinen Wiederwahlen am 5. Dezember 2001 und dem 5. April 2006 den Wahlkreis Central Kwara’ae Constituency bis zu den Wahlen am 4. August 2010, als er gegen Jackson Fiulaua unterlag.
Kurz nach seiner ersten Wahl ins Nationalparlament übernahm Fono am 29. September 1997 im Kabinett von Premierminister Bartholomew Ulufa'alu den Posten als Minister für Entwicklung und Planung (Minister for Development and Planning) und hatte diesen bis zum 5. Juni 2000 inne. Nach seinem Ausscheiden aus der Regierung war er im Nationalparlament zunächst zwischen dem 19. März und 6. August 2001 Mitglied des Ausschusses für öffentliche Finanzen (Public Accounts Committee). Am 20. Dezember 2001 wurde Fred Fono als Deputy Speaker stellvertretender Sprecher des Nationalparlaments und hatte diese Funktion bis zum 3. Januar 2005 inne. Zugleich fungierte er zwischen dem 15. Februar 2002 und dem 3. Februar 2005 als Vorsitzender des Hauptausschusses des Parlaments (Parliamentary House Committee)
Am 4. Februar 2005 wurde Fred Fono als Minister für nationale Planung und Hilfskoordinierung (Minister for National Planning and Aid Coordination) in das Kabinett von Premierminister Sir Allan Kemakeza berufen und übte dieses Ministeramt bis zum 4. April 2006 aus. Den Posten als Minister für nationale Planung und Hilfskoordinierung hatte er vom 21. April bis zum 4. Mai 2006 auch im Kabinett von Premierminister Snyder Rini inne und war in diesem Kabinett zugleich auch stellvertretender Premierminister (Deputy Prime Minister). Am 4. Mai 2006 kandidierte er als Nachfolger von Rini selbst für das Amt des Premierministers, allerdings wählte das Nationalparlament Manasseh Sogavare mit 28 gegen 22 Stimmen für Fred Fono zum Premierminister. Sogavare bildete daraufhin am 5. Mai 2006 sein zweites Kabinett, dem unter anderem Patteson Oti als Außenminister, Bartholomew Ulufa'alu als Finanzminister und Bernard Ghiro als Innenminister angehörten.
Danach war Fono zwischen dem 10. Mai und dem 21. Dezember 2007 Mitglied des Ausschusses für öffentliche Finanzen (Public Accounts Committee) sowie zugleich vom 13. Juli bis zum 21. Dezember 2007 Mitglied des Ausschusses für Gesetzentwürfe und Gesetzgebung (Bills and Legislation Committee). Im Anschluss wurde er am 21. Dezember 2007 in das Kabinett von Premierminister Derek Sikua berufen und war in diesem Kabinett bis zum Ende von Sikuas Amtszeit am 25. August 2010 abermals stellvertretender Premierminister sowie zugleich in Personalunion Minister für ländliche Entwicklung und indigene Angelegenheiten(Minister of Rural Development and Indigenous Affairs).